# Christian Samuel Ulber

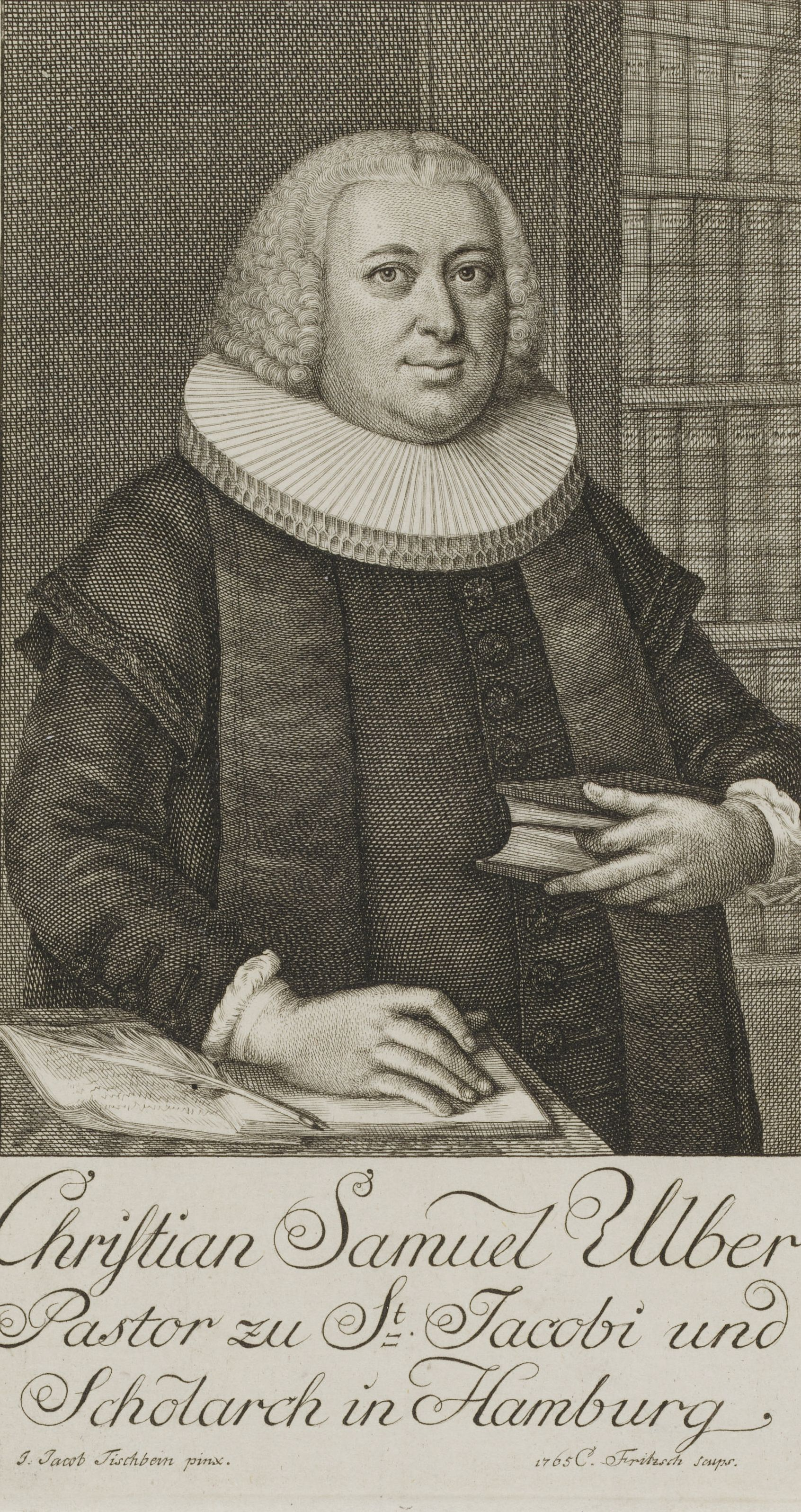
Christian Samuel Ulber

Christian Samuel Ulber (* 26. August 1714 in Landeshut, Niederschlesien; † 28. August 1776 in Hamburg) war ein deutscher evangelischer Theologe.

## Leben
Der Sohn des Predigers Heinrich Ulber († 23. Juli 1741) verdankte seine erste Ausbildung dem mütterlichen Großvater Johann Christoph Bauch, der Prediger in Kunitz im Fürstentum Liegnitz war. Später wurde er Zögling der Schule seiner Vaterstadt. Ausgerüstet mit gründlichen Kenntnissen, besonders in den alten Sprachen, begann er Ostern 1732 seine akademische Laufbahn an der Universität Jena. Hier wurden Johann Georg Walch (1693–1775), Johann Reinhard Rus (1679–1738), Georg Erhard Hamberger (1697–1755), Johann Peter Reusch (1691–1758), Friedrich Andreas Hallbauer (1692–1750), Johann Heinrich Köhler († 1737) und Jakob Carpov (1699–1768) waren dort seine Hauptlehrer in den Gebieten des theologischen und philosophischen Wissens. Er benutzte ihre Vorlesungen fleißig, bewahrte sich aber die freie Selbstständigkeit des Geistes, um kein blinder Anhänger irgendeines Systems zu werden.
Im Anfang des Jahres 1736 trat er als Hauslehrer in das Haus des Barons von Richthofen zu Peterwitz, um einen jungen Herrn von Stosch zu unterrichten. Am 30. Oktober 1737 war er zum Prediger in Spalona (Heinersdorf) bei Liegnitz ernannt, welches Amt er im Sommer 1738 antrat. Er besaß weder Neigung noch die erforderlichen Kenntnisse, um die mit seinem Amte verbundenen ökonomischen Fragen zu verwalten. Daher hatte die Aussicht, nach Landeshut versetzt zu werden, umso mehr Lockendes für ihn, weil er dort mit seinem Vater gemeinschaftlich wirken konnte. Am 22. August 1740 wurde er als Diakon nach Landeshut berufen und wurde am 12. Februar 1741 in Landeshut eingeführt. 
Bald aber starb der Vater, so dass Ulber zum Archidiakon aufrückte und 1748 nach dem Tode von Melchior Gottlieb Minor auch zum Senior der Kirchengemeinde. Am 6. Oktober 1752 war er, als er zu einem Krankenbesuche fuhr, von scheu gewordenen Pferden mit dem Wagen umgeworfen worden. Er brach nicht nur den linken Arm, sondern zog sich durch diesen Unfall eine heftige Krankheit zu, so dass er im Sommer der Jahre 1753 und 1754 nach Karlsbad zur Kur reisen musste. Hier lernten ihn Kaufleute aus Hamburg kennen, die nach dem Tod des berühmten Erdmann Neumeister die Aufmerksamkeit der Wähler in der Hauptkirche Sankt Jacobi (Hamburg) auf Ulber richteten. Daraufhin wurde er 5. Juni 1757 einstimmig gewählt und hielt am 28. Oktober seine Antrittspredigt in Hamburg. Schon seit längerer Zeit war sein von Natur schwächlicher Körper wiederholten Krankheitszufällen ausgesetzt gewesen. Ein sehr zerrüttetes Nervensystem, Brustbeklemmungen und zunehmende Schlaflosigkeit hinderten ihn 1775 die Kanzel zu betreten. Gesundheitlich geschwächt verstarb er schließlich im 62. Lebensjahr.
Schon 1754 war er zum Ehrenmitglied der Königlichen Deutschen Gesellschaft (Königsberg) ernannt worden. Am 30. April 1767 krönte ihn die Universität Wittenberg zum Poeta Laureatus. Als ihn der Senat in Hamburg, nachdem Johann Melchior Goeze das Seniorat 1770 niedergelegt hatte, zum Senior wählte, lehnte er diese Wahl ab. Er hatte gesundheitliche Bedenken geäußert, die ihn daran hinderten sein Amt zur vollen Zufriedenheit auszufüllen. Die Abnahme seiner Kräfte wurde ihm seitdem immer fühlbarer und führte sein Ableben im 62. Lebensjahr herbei.
Seine am 27. November 1742 geschlossene Ehe mit Beata Rosina geb. Liehr, der Tochter eines Kaufmanns und Kirchenvorstehers in Landeshut, blieb kinderlos.

## Wirken
Ulber war einer der bedeutendsten evangelischen Kanzelprediger seiner Zeit. Die von ihm in Hamburg wöchentlich herausgegebenen sogenannten erbaulichen Denkzettel, dies heißt Auszüge aus seinen Predigten, die zum Teil mehrfach aufgelegt wurden, sowie die ausgeführten Predigten, die er drucken ließ, zeichnen sich sowohl durch die Themas und Dispositionen, als auch durch die Fülle fruchtbarer Gedanken und die für jene Zeit hervorragend edle und einfache Sprache aus. Außerdem kommt Ulber als Verfasser von berühmt gewordenen Erbauungsschriften in Betracht. Besonders sind sein christlicher Kreuzträger und sein rechtschaffener Naturalist hervorzuheben. 
Der Kreuzträger erschien zuerst wie eine Art Wochenschrift. Am 1., 10. und 20. Tage jeden Monates erschien ein Quartbogen mit einer in sich abgeschlossenen Betrachtung. 60 solcher Bogen erschienen im Ganzen. Thema waren zum Beispiel Das beschwerliche Alter, Der Angefochtene, Der erlittene Diebstahl, Die unfruchtbare Ehe, Das geplagte Gesinde, Die Gespensterplage, Der Melancholische und so weiter. Das Ganze erschien dann zuerst unter dem angegebenen Titel, gesammelt Hamburg 1760, bei Rudolf Beneke, mit einem Porträt Ulber’s in Kupfer gestochen von Fritzsch. 
In demselben Jahr erschien eine Ausgabe Hamburg und Liegnitz, wahrscheinlich nur mit anderem Titel. Ein neuer Abdruck erschien 1766. Der rechtschaffene Naturalist mit seinem christlichen Auge und Herzen bei natürlichen und weltlichen Dingen enthält erbauliche Betrachtungen über allerlei Gegenstände und Beobachtungen aus der Natur und ihrem Leben. Er erschien zuerst Hamburg 1765, im folgenden Jahre schon in neuer Auflage und 1770 in Kopenhagen in einer dänischen Übersetzung.
Ulber hat auch geistliche Lieder verfasst. Doch ist nicht immer deutlich, welche Lieder von ihm gedichtet sind. Die von ihm herausgegebene Sammlung geistlicher Lieder Die Gott bittenden und lobenden Stimmen der Andacht (Hamb. 1763, 2. Aufl. 1764) enthält nämlich nach dem Vorberichte zu einem großen Theile auch Lieder, die Ulber’s Freund, Ernst Leberecht Semper, hinterlassen hat und die dann von Ulber überarbeitet und mit seinen eigenen Liedern vermischt sind, ohne dass der Anteil jedes von ihnen an der Sammlung genau angegeben wäre. 
Jedenfalls sind Ulbers schöpferisches Eigentum zwei geistliche Lieder, die sich von ihm schon in dem Breslauer Gesangbuch von 1753 finden. Dies sind Auf, auf, mein Herze und Komm, angenehmer Schlaf. Ulber’s Lieder stehen zwischen August Jakob Rambach und Christian Fürchtegott Gellert. Vier von ihnen hat Johann Samuel Diterich überarbeitet und in sein Gesangbuch für den öffentlichen Gottesdienst 1765 aufgenommen, von wo aus sie weitere Verbreitung fanden. Unter diesen ist wohl das bekannteste das Himmelfahrtslied Erhöhter Jesu, Gottes Sohn, der du schon längst der Himmel Thron.

## Werke
- Das Herz voll Furcht und Freude bey einem Diener Gottes. Anzugspredigt zu Landeshut. Lauban 1741
- Gottgeheiligte Betrachtungen über den leidenden und sterbenden Jesum, in 24 Passionspredigten. 2 Teile Breslau 1749, 1753, 1766
- Die mächtige Gnade Gottes in ohnmächtigen Menschen; eine Trauerrede. Landeshut 1749
- Die allervollkommenste Freyheit eines Freyherrn; eine Trauerrede. Jauer 1753
- Das Göttliche im Carlsbade und der Christ in Adersbach.. Eine Schrift für die königl. Teutsche Gesellschaft zu Königsberg 1755. Hamburg 1770 (Online),
- Evangelischer Wegweiser in Erklärung einiger Gewissensscrupel, welche den Glauben und die Gottseligkeit eines Christen betreffen ; nebst einer Vorrede Joh. Friedr. Burg's. Liegnitz 1755
- Die Canzel Gottes auf dem Steinhaufen zu Lissabon; bey Veranlassung des dasigen grossen Erdbebens. Liegnitz 1756
- Der Christ in Adersbach, oder erbauliche Gedanken über das Steingebürge in Böhmen. Breslau 1756, Hamburg 1778
- Die weinende Liebe bey dem Abschiede eines Lehrers aus seinem Vaterlande. Abschiedspredigt zu Landeshut. Liegnitz und Hamburg 1758
- Der Christliche Creutzträger, oder erbauliche Betrachtungen über das menschliche Elend des Leibes und der Seele. Liegnitz und Hamburg 1760, 1766
- Das Herz im Munde bey einem Evangelischen Lehrer. Einführungsrede u. s. w. Hamburg 1762 Auch im 1. Anhang des \1. Bandes der Gözischen Sammlung von Canzelreden S. 303
- Die Gott bittenden und lobenden Stimmen der Andacht an Sonn-, Fest- und Passionsandachten. Hamburg 1763, 1764
- Der rechtschaffene Naturalist, mit seinem Christlichen Auge und Herzen bey natürlichen und weltlichen Dingen ; in .60 erbaulichen Betrachtungen abgebildet und ausgefertiget u. s. w. Hamburg 1765, 1766, Kopenhagen 1770
- Sendschreiben eines ungenannten Hamburgers an seinen Freund in B*** betreffend das traurige Schicksal der durch die grosse Ueberschwemmung unglücklich gewordenen Menschen in den Gegenden von Hamburg; nebst Ulber's Betrachtung von der Wassersnoth. Hamburg 1771
- Christ[ian] Sam[uel] Ulber's erbauliche Denkzettel, oder Entwürfe zu Predigten über die Sonntags-Evangelien. Acht Jahrgänge in einem ausführlichen Auszuge. Hrsg. v. C[arl] N[icolaus] Kähler. Naeck, Kiel 1847, OCLC 162471426 (online).
- Die wahre Ehre eines Gelehrten; bey der Aufnahme zu einem Ehrengliede in die königl. Teutsche Gesellsch. zu Königsberg 1754. In den Schriften dieser Gesellsch. Samml. I. S. 283
- Das rege Gewissen beym Donnerwetter; eine Stiftspredigt über 2 B. Mos. 9, 27. in Landeshut am 23sten Sept. 1755 gehalten. In der Gözischen Samml. der Canzelreden B. 4. S. 271 u. ff.
- Jesus im Munde und der Teufel im Herzen ; eine Predigt über das Evang. am 23 Sonnt, nach Trinit. In der Gözischen Samml. der Canzelreden B. 7, S. 215 u. ff.
- Send- und Trostschreiben an Herrn Pastor Klug zu Neumark in Schlesien, mit besondern Anmerkungen, über Matth. XVIII, 10. In der Threnodia Klugio-Neumanniana.
- Vorrede zu Liebich's neuen geistlichen Liedersammlung. (1768)
- Vorrede zu der Uebersetzung aus dem Dänischen, der Briefe wider die Freydenker und Feinde der Religion des Owe Guldberg. (Kopenhagen 1768)
- Vorrede zu der vorläufigen Vertheidigung des Hrn. F. N. L. P. Beck. (1773)
- Vorrede zu der heilsamen Beschäftigung für Christliche Communikanten. (Hamburg 1774)